# Ixtapan del Oro
Ixtapan del Oro est une municipalité de l'État de Mexico, au Mexique. Elle couvre une superficie de 82,49 km2 et compte 6 791 habitants en 2015.